# Woche der Christlich-Jüdischen Zusammenarbeit
Die Woche der Christlich-Jüdischen Zusammenarbeit (bis 2023 Woche der Brüderlichkeit) ist eine seit 1952 jährlich im März stattfindende Veranstaltung in der Bundesrepublik Deutschland. Sie wird vom Deutschen Koordinierungsrat der Gesellschaften für Christlich-Jüdische Zusammenarbeit ausgerichtet. Sie hat den jüdisch-christlichen Dialog, die Zusammenarbeit zwischen Christen und Juden sowie die Aufarbeitung des Holocaust zum Ziel. Im Rahmen der Veranstaltung wird seit 1968 die Buber-Rosenzweig-Medaille verliehen. Schirmherr ist der Bundespräsident.

## Geschichte

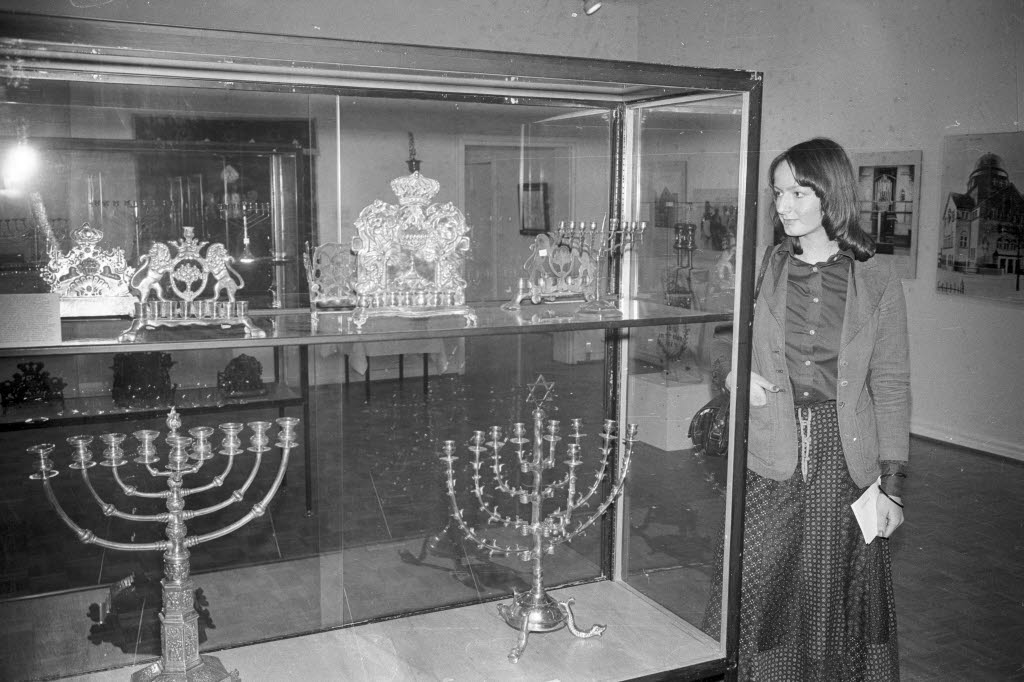
Ausstellung anlässlich der Woche der Brüderlichkeit 1974 im Kieler Warleberger Hof

Bereits seit den 1920er Jahren gab es in den USA, in Großbritannien, Frankreich und der Schweiz Initiativen zur christlich-jüdischen Versöhnung. Nach dem Ende des Zweiten Weltkriegs entstanden in verschiedenen Ländern eine Reihe von Gremien für christlich-jüdische Zusammenarbeit neu oder wurden wiedergegründet. Beim Aufbau der ersten Gesellschaften und den zugehörigen Veranstaltungen in Deutschland war die amerikanische Besatzungsmacht im Rahmen der Reeducation, des Erziehungsprogramms für die Deutschen zur Demokratie, engagiert und bemühte sich von Beginn an die deutsche gesellschaftliche Elite einzubinden.
Vom 18. bis zum 25. Februar 1951 veranstaltete die Gesellschaft für Christlich-Jüdische Zusammenarbeit in München die erste Woche der Brüderlichkeit auf regionaler Ebene. Die erste bundesweite Woche der Brüderlichkeit wurde 1952 mit einer im Radio übertragenen Rede des Bundespräsidenten Theodor Heuss in Wiesbaden eröffnet. Innenpolitisch bildete sie das Gegenstück zu den außenpolitischen Bestrebungen Konrad Adenauers, die 1952 zur Einigung mit der Jewish Claims Conference im Luxemburger Abkommen führten. Hans Erler und Ansgar Koschel beschrieben die Veranstaltungen mit ihrem kulturellen Rahmenprogramm als konstituierend für das neue deutsche Bürgertum.
Gleichzeitig beteiligten sich etliche Zurückgekehrte oder bei den Besatzungsmächten tätige Emigranten wie Überlebende des ehemals bedeutenden jüdischen Bürgertums aktiv an der Etablierung zivilgesellschaftlicher Strukturen in Deutschland. Dazu gehörte unter anderem Hans Ornstein (1893–1952), ein gebürtiger Wiener, der 1938 in die Schweiz geflüchtet war. Im April 1946 hatte er die Christlich-Jüdische Arbeitsgemeinschaft zur Bekämpfung des Antisemitismus in der Schweiz gegründet.
Ab 1952 ging die Trägerschaft der Veranstaltungen von den Besatzungsbehörden auf deutsche staatliche Stellen über.

## Amerikanische Vorgänger
In den USA war es bereits 1927 zur Gründung einer National Conference of Christians and Jews gekommen, die ab 1934 eine jährliche National Brotherhood Week veranstaltete. Hintergrund war das Bestreben, antikatholische wie antisemitische Haltungen als Amerikaner gemeinsam zu bekämpfen.
Die erste Veranstaltung wurde auf den Geburtstag George Washingtons am 22. Februar gelegt. Auch die deutsche Woche findet im Frühjahr, meist Anfang bis Mitte März statt. 1977 beteiligte sich das NCCJ am Aufbau von Gedenkstätten und Bildungseinrichtungen zum Holocaust und erreichte eine Gesetzesinitiative des US-Senats zur Einrichtung der National Holocaust Remembrance Week. In den 1990er Jahren erfolgte die Umbenennung der NCCJ zur National Conference for Community and Justice, die damit ein stärker bürgerrechtlich und zivilgesellschaftlich orientiertes Engagement abbildete. Diese spätere inhaltliche Entwicklung lief weitgehend parallel zu den Aktivitäten in Deutschland.

## Rezeption
Die Wochen der 1950er Jahre vermieden eine tagespolitische Ausrichtung und betonten einen zeitlosen deutschen Kulturkanon. Gertrud Luckner warnte Anfang der 1950er Jahre vor einer stärkeren Politisierung der Wochen und einer möglichen Instrumentalisierung als Propagandawaffe im Kalten Krieg. Für die 1980er Jahre spricht Wolfgang Benz von einer Kundgebung des Philosemitismus unter starker parteiübergreifender Beteiligung der Politik.
1976 setzte sich Jean Améry bei der Woche unter dem Titel Der ehrbare Antisemitismus mit dem Antizionismus der Linken und dem Nahostkonflikt auseinander. Améry forderte die politische Linke auf, sich in der Auseinandersetzung mit Antisemitismus und Antizionismus neu zu definieren.
Améry stellte zudem unter dem Motto Wo sind die Brüder den Eingangsvers des bereits 1965 verfassten sarkastischen Lieds Tom Lehrers zur amerikanischen National Brotherhood Week dem deutschen Publikum vor:
Oh, the Protestants hate the Catholics,

And the Catholics hate the Protestants,

And the Hindus hate the Muslims,

And everybody hates the Jews.

But during National Brotherhood Week,

Be nice to people who are inferior to you.

It’s only for a week, so have no fear.

Be grateful that it doesn’t last all year!
Oh, die Protestanten hassen die Katholiken

Und die Katholiken hassen die Protestanten

Und die Hindus hassen die Moslems

Und alle hassen die Juden.

Aber in der Woche der Brüderlichkeit

Sei nett zu den Leuten, die dir unterlegen sind.

Es ist nur für eine Woche, mach’ Dir keine Sorgen.

Sei lieber dankbar, dass es nicht das ganze Jahr dauert.
Der Spott, ob es mit und durch die Veranstaltung nur bei einer Woche Brüderlichkeit im Jahr alleine bliebe, war bereits Anfang der 1950er aufgekommen.
Rudolf W. Sirsch bezeichnete die mittlerweile fest institutionell verankerte Veranstaltung als Gebetsmühle im positiven Sinn. Das damit verbundene Pathos wirke gelegentlich zwar bemüht und ermüdend, am Staatsaktcharakter habe auch die 2001 mit dem Sänger Campino der Toten Hosen als Festredner ausgerichtete Woche der Brüderlichkeit nichts geändert. Wesentliches Element der Veranstaltung sei die Jahr für Jahr von Personen des öffentlichen Lebens in Deutschland eingeforderte Stellungnahme für Menschlichkeit und Dialog.
2010 in Augsburg konstatierte Ministerpräsident Horst Seehofer in seinem Grußwort eine Erfolgsgeschichte der Woche der Brüderlichkeit. Sie habe Maßstäbe für eine Erinnerungskultur gesetzt, die nicht im Gestern verweile, sondern ihren Blick auf das Heute und Morgen richte und in der christlichjüdisch-humanistischen Tradition eine wesentliche ethische Grundlage bereitstelle.

## Buber-Rosenzweig-Medaille
Im Rahmen der Woche der Brüderlichkeit wird seit 1968 die nach zwei bedeutenden jüdischen Philosophen und Pädagogen benannte Buber-Rosenzweig-Medaille vom Deutschen Koordinierungsrat der Gesellschaften für christlich-jüdische Zusammenarbeit an Persönlichkeiten, Initiativen oder Einrichtungen vergeben, die sich um Verständigung und christlich-jüdische Zusammenarbeit verdient gemacht haben.
Im März 2023 wurde sie an die Stiftung Neue Synagoge Berlin – Centrum Judaicum verliehen.

## Orte der Eröffnungsveranstaltungen
- 1952: Wiesbaden
- 1953: West-Berlin
- 1954: Düsseldorf
- 1955: München, Frankfurt am Main, West-Berlin
- 1956: Bonn
- 1957: Frankfurt
- 1958: Frankfurt am Main, Wiesbaden, Düsseldorf
- 1960: Köln
- 1961: Frankfurt
- 1962: Hamburg
- 1965: West-Berlin
- 1966: Düsseldorf
- 1967: Dortmund
- 1968: Minden
- 1969: Wiesbaden
- 1970: Köln
- 1971: Hamburg
- 1972: Münster
- 1973: Saarbrücken
- 1974: Berlin
- 1975: München
- 1976: Düsseldorf
- 1977: Frankfurt am Main
- 1978: Würzburg
- 1979: Hannover
- 1980: Hamburg
- 1981: Dortmund
- 1982: Aachen
- 1983: Berlin
- 1984: Worms
- 1985: Augsburg
- 1986: Duisburg
- 1987: West-Berlin
- 1988: Fulda
- 1989: Bonn
- 1990: Nürnberg
- 1991: Mannheim
- 1992: Osnabrück
- 1993: Dresden
- 1994: Wiesbaden
- 1995: Oldenburg
- 1996: Freiburg
- 1997: Paderborn
- 1998: München
- 1999: Potsdam
- 2000: Köln
- 2001: Bremen
- 2002: Karlsruhe
- 2003: Münster
- 2004: Bad Nauheim
- 2005: Erfurt
- 2006: Berlin
- 2007: Mannheim
- 2008: Düsseldorf
- 2009: Hamburg
- 2010: Augsburg
- 2011: Minden
- 2012: Leipzig, Gewandhaus
- 2013: Kassel
- 2014: Kiel
- 2015: Ludwigshafen am Rhein
- 2016: Hannover
- 2017: Frankfurt am Main
- 2018: Recklinghausen
- 2019: Nürnberg
- 2020: Dresden
- 2021: Stuttgart
- 2022: Osnabrück
- 2023: Erfurt
- 2024: Mainz
- 2025: Hamburg

## Jahresmottos
- 2013: Sachor (Gedenke): Der Zukunft ein Gedächtnis
- 2014: Freiheit – Vielfalt – Europa
- 2015: Im Gehen entsteht der Weg
- 2016: Um Gottes Willen
- 2017: Nun gehe hin und lerne
- 2018: Angst überwinden – Brücken bauen
- 2019: Mensch, wo bist Du? Gemeinsam gegen Judenfeindschaft
- 2020: Tu deinen Mund auf für die Anderen
- 2023: Öffnet Tore der Gerechtigkeit – Freiheit Macht Verantwortung